# 萊星頓·史提爾
萊星頓·史提爾（英語：Lexington Steele）原名克利夫顿·托德·布里特（Clifton Todd Britt，1969年11月28日—）是名美國色情演員、導演與「Mercenary Motion Pictures」、「Black Viking Pictures Inc」影片公司的擁有人。他是第一位三度贏得成人影帶新聞獎年度男演員的色情男演員。

## 獎項
- 2000 成人影帶新聞獎 年度男演員
- 2000 成人影帶新聞獎 最佳肛交性愛場景（錄影帶類）（with Anastasia Blue）
- 2001 成人影帶新聞獎 最佳雙人性愛場景（with Inari Vachs）
- 2001 XRCO Award 年度男演員
- 2002 成人影帶新聞獎 年度男演員
- 2003 成人影帶新聞獎 年度男演員
- 2003 成人影帶新聞獎 最佳肛交性愛場景（with Jewel De'Nyle）
- 2005 XRCO Award最佳男女場景（With Katsumi）
- 2005 成人影帶新聞獎 最佳Gonzo作品
- 2006 成人影帶新聞獎 最佳跨種族作品
- 2009 成人影帶新聞獎名人堂[3]
- 2009 XRCO 名人堂[4]
- 2009 Hot d'Or 最佳美國男演員[5]